# Артиллерийский дивизион
Артиллери́йский дивизио́н — основное огневое и тактическое формирование в артиллерии и ракетных войсках современных вооружённых сил.
Дивизион (от фр. division «деление; отделение») может входить либо как подразделение в состав воинской части, либо со статусом «отдельный» (отдельный артиллерийский дивизион — оадн) как воинская часть в состав соединения или как отдельная часть в состав объединения.

## История
Первоначально артиллерийские подразделения в армиях различных государств были представлены батареями (артиллерийскими ротами) в пехотных полках. Первые артиллерийские полки в России были созданы при Петре Первом в 1701 году и также состояли из артиллерийских и других рот: 4 пушкарские роты, понтонная и инженерная рота, 4 бомбардирские команды, мастера и полковые чины.
Дивизионы появились в войсках для укрупнения артиллерийских подразделений с целью повышения огневой мощи, а также более эффективного управления. Впервые дивизионы были созданы в середине XVIII века в пехотных батальонах Пруссии, как особые подразделения.
В царской армии в 1895 году были созданы артиллерийские дивизионы состоявшие из 2−3 артиллерийских батарей. К началу русско-японской войны 1904−05 годов дивизионы были введены в мортирной артиллерии. Накануне Первой мировой войны дивизионы появились и в других родах артиллерии.

## Структура дивизиона
Дивизион в артиллерии и ракетных войсках является формированием по уровню аналогичным батальону в других родах войск.
На современном этапе дивизион в артиллерии и ракетных войсках обычно состоит из штаба, 2—4 огневых батарей (стартовых батарей — для ракетных войск) и подразделений управления.
К примеру в 1990-е годы артиллерийский дивизион мотопехотной дивизии Германии включал в себя: штаб дивизиона с батареей штабной и снабжения, 2 батарей 203-мм самоходных гаубиц и 2 батарей 155-мм гаубиц. Дивизион РСЗО LARS включал в себя штаб дивизиона, батарею штабную и обеспечения, 2 батареи 110-мм 36-ствольных РСЗО по 8 пусковых установок в каждой.
В ВС СССР в 1980-е годы артиллерийский дивизион мотострелкового полка на БМП включал в себя штаб дивизиона, отдельные взвода при нём (взвод обеспечения, взвод управления дивизиона (ВУД), взвод управления начальника артиллерии (ВУНА) полка, дивизионный медицинский пункт) и 3 самоходных батареи. В каждой самоходной батарее было 3 взвода: взвод управления и 2 огневых взвода (по 3 122-мм САУ 2С1 в каждом). Итого в артиллерийском дивизионе было: 220 человек личного состава, 18 САУ 2С1, 8 машин управления артиллерийским огнём, 1 подвижный разведывательный пункт, 33 автомобиля различного назначения и 15 автомобильных прицепов. В артиллерийском дивизионе мотострелкового полка на БТР на вооружении были буксируемые 122-мм гаубицы Д-30А, что отражалось на большем личном составе и оснащении: 240 человек личного состава, 18 гаубиц Д-30А, 54 автомобиля различного назначения. Отдельный ракетный дивизион мотострелковой (танковой) дивизии состоял из штаба дивизиона, подразделений управления и обеспечения при штабе и 2 стартовых батарей. В каждой стартовой батарее было по 2 пусковые установки ТРК Луна-М. В некоторых дивизиях были ТРК Точка-У в том же количестве.
В ВС РФ дивизион как правило включает в себя 3 батареи (12—24 орудия, миномёта, боевые машины РСЗО), взвод управления со средствами связи и разведки.
В зависимости от вооружения и предназначения дивизионы бывают: пушечные, гаубичные, миномётные, реактивные артиллерийские (РСЗО), истребительно-противотанковые, самоходной артиллерии, ракетные и другие. Кроме дивизионов выполняющих огневые задачи в ВС СССР, также были артиллерийские дивизионы боевого обеспечения в составе небольшого количества артиллерийских дивизий существовавших в 1980-е годы. К таковым относился разведывательный артиллерийский дивизион, назначением которого служила разведка целей и корректировка артиллерийского огня.
Численность личного состава артиллерийского дивизиона колеблется от его типа и предназначения. Ниже указан личный состав (в скобках — количество основного вооружения) разных типов дивизионов ВС СССР в 1980-е годы:
- отдельный ракетный дивизион мотострелковой (танковой) дивизии (4 единицы ТРК Луна-М или Точка-У) — 170 человек;
- отдельный самоходный артиллерийский дивизион воздушно-десантной дивизии (31 единица АСУ-85) — 180;
- отдельный противотанковый артиллерийский дивизион мотострелковой дивизии (12 МТ-12 и 9 9П148) — 195;
- самоходный артиллерийский дивизион танкового полка или мотострелкового полка на БМП (18 2С1) — 220;
- самоходный артиллерийский дивизион артиллерийского полка мотострелковой или танковой дивизии (18 2С3) — 230;
- гаубичный артиллерийский дивизион мотострелкового полка на БТР (18 Д-30А) — 240;
- смешанный артиллерийский дивизион артиллерийского полка воздушно-десантной дивизии (12 единиц Д-30А и 6 БМ-21В) — 240;
- реактивный артиллерийский дивизион артиллерийского полка мотострелковой или танковой дивизии (18 БМ-21) — 255.

Штат артиллерийских дивизионов в армиях НАТО на тот же исторический период (1980-е годы) резко отличался от советских большим личным составом при том же количестве орудий. К примеру в армии США и ФРГ они имели следующие показатели:
- самоходный артиллерийский дивизион армии США (18 155-мм САУ M109 и 3 115-мм РСЗО) — более 500;
- тяжёлый артиллерийский дивизион армии США (12 203-мм гаубиц M110) — более 500;
- самоходный артиллерийский дивизион ФРГ (18 155-мм САУ M109G) — более 500;
- дивизион артиллерийской инструментальной разведки ФРГ — 450.

## Применение термина «дивизион» в других языках
В русскоязычных источниках к формированиям в артиллерийских войсках, ракетных войсках и войсках противовоздушной обороны других государств, которые являются аналогами дивизиона в ВС СССР/ВС РФ, применяется термин «дивизион»; независимо от государственной принадлежности.
В то же время в других языках для описания подобных формирований (включая формирования ВС СССР и ВС РФ) к которым в русскоязычных источниках применяется термин «дивизион» — используется термин «батальон». К примеру дивизионы в составе мотострелковых и воздушно-десантных дивизий ВС СССР и ВС РФ в англоязычных источниках обозначаются следующим образом:
- самоходный гаубичный дивизион — self-propelled howitzer battalion;
- реактивный артиллерийский дивизион — rocket launcher battalion;
- противотанковый артиллерийский дивизион — antitank battalion;
- зенитный ракетно-артиллерийский дивизион — antiaircraft batallion;
- смешанный артиллерийский дивизион — composite artillery battalion.